# Мілаш (комуна)
Мілаш (рум. Milaș) — комуна у повіті Бистриця-Несеуд в Румунії. До складу комуни входять такі села (дані про населення за 2002 рік):
- Гемеш (114 осіб)
- Дупе-Дял (45 осіб)
- Комлод (189 осіб)
- Мілаш (659 осіб) — адміністративний центр комуни
- Оросфая (468 осіб)
- Хірян (84 особи)

Комуна розташована на відстані 294 км на північний захід від Бухареста, 35 км на південь від Бистриці, 63 км на схід від Клуж-Напоки.

## Населення
За даними перепису населення 2002 року у комуні проживали 1559 осіб.
Національний склад населення комуни:
| Національність | Кількість осіб | Відсоток |
| -------------- | -------------- | -------- |
| румуни         | 1399           | 89,7%    |
| цигани         | 82             | 5,3%     |
| угорці         | 78             | 5,0%     |

Рідною мовою назвали:
| Мова      | Кількість осіб | Відсоток |
| --------- | -------------- | -------- |
| румунська | 1506           | 96,6%    |
| угорська  | 53             | 3,4%     |

Склад населення комуни за віросповіданням:
| Релігія            | Кількість осіб | Відсоток |
| ------------------ | -------------- | -------- |
| православні        | 1355           | 86,9%    |
| реформати          | 77             | 4,9%     |
| греко-католики     | 73             | 4,7%     |
| баптисти           | 44             | 2,8%     |
| атеїсти            | 3              | 0,2%     |
| римо-католики      | 2              | 0,1%     |
| п'ятдесятники      | 1              | 0,1%     |
| не вказали релігію | 4              | 0,3%     |